# إميلي فرانسيس باور
إميلي فرانسيس باور (بالإنجليزية: Emilie Frances Bauer)‏ هي صحفية أمريكية، ولدت في 1865، وتوفيت في 1926.